# ハイパーカー
ハイパーカー（Hyper Car）とは、自動車の分類の一種である。メガカーとも呼ばれる。スーパーカーよりも高性能で出力も高い車のことを指す。

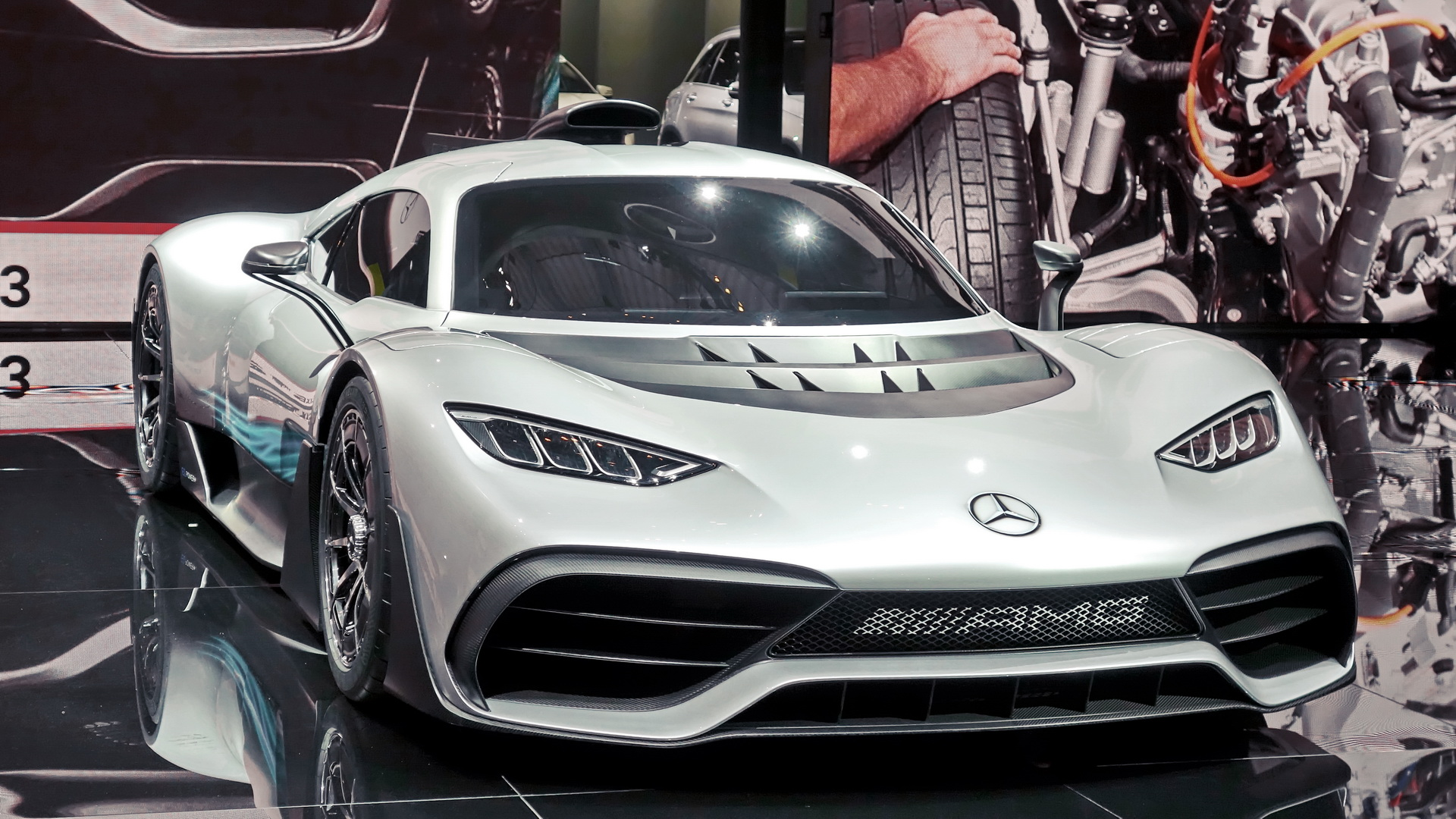
メルセデス-AMG プロジェクトワン

## 概要
1999年のパガーニ・ゾンダの登場以降に生まれたとされる、スポーツカーの一区分。既存のスーパーカーと比べ、さらに高額（一般的にはメーカーの販売価格が億円単位）で高性能なスポーツカーを指す。2000馬力や最高時速500km/hにも到達するものなど、スペックだけなら世界選手権レベルのレーシングカーを遥かに凌ぐものを有している車種も多々あり、外観もレーシングカーに近い。特にハイブリッドカーやEVの技術が発達した2010年代以降は多数の高級車メーカーが参入しているほか、普段量産車を手がけていない企業もハイパーカー市場に参入する例も後を絶たない。その高額さからほとんどが限定生産で、生産台数が5台未満のものも珍しくない。

## モータースポーツ

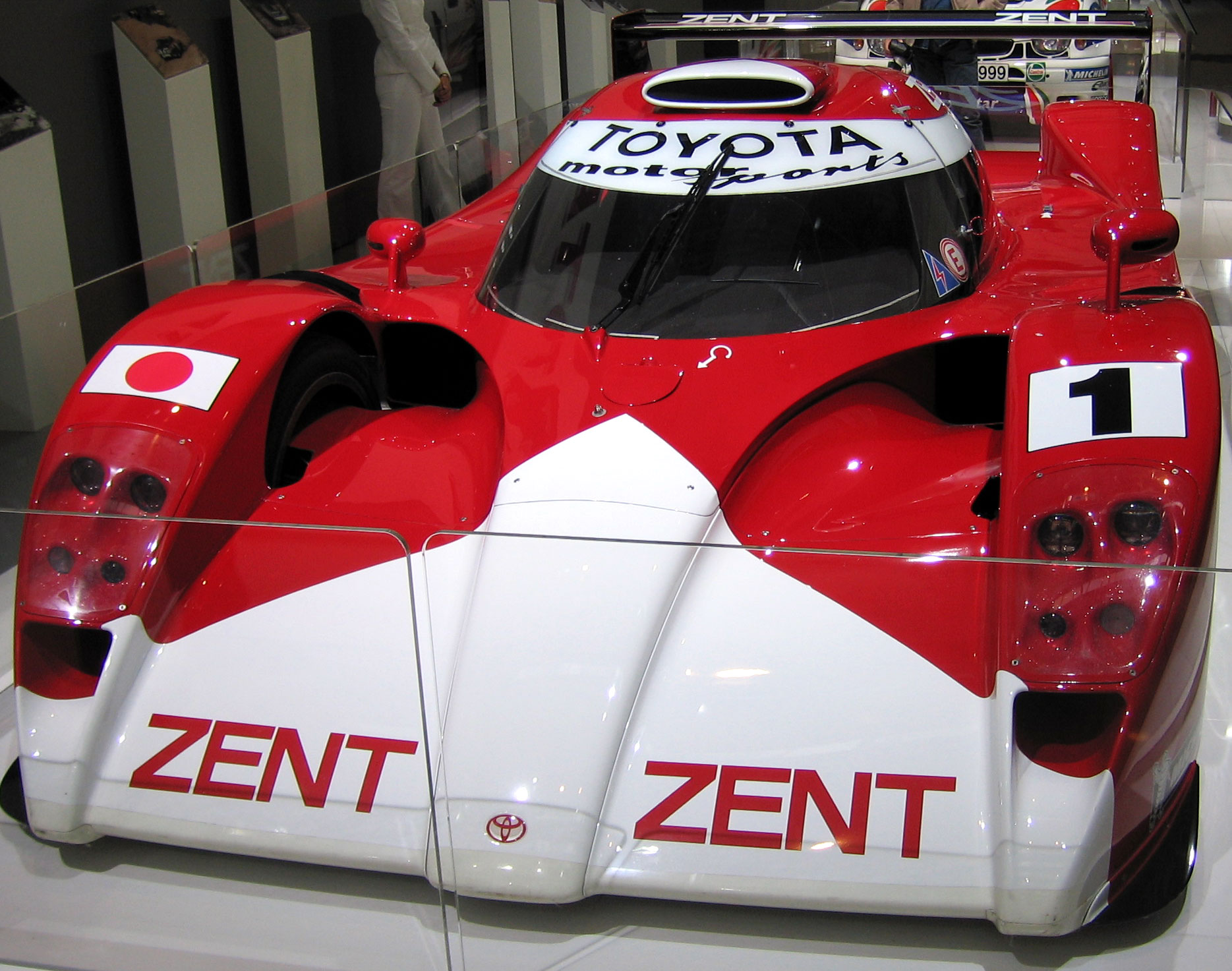
トヨタ・GT-One TS020（LM-GT1規定）

1990年代、公道規則に合致したスポーツカーをベースとするLM-GT1規定およびFIA-GT1規定のもとに、稀少生産の高性能公道モデルが多種登場した。これらは「ハイパーカー」という概念より先に登場したため一般的にはそうは呼ばれていないものの、億円単位の価格でレーシングカーのフォルムと性能を有しており、十分ハイパーカー足り得るものだった。しかしコストの高騰ゆえに相次ぐ撤退から、1999年をもって両規定は廃止された。
世界的なグランドツーリングカー（GT）レースのスポンサー活動で知られるブランパンは2015年に『ブランパンウルトラスポーツクラブ』を誕生させており、ハイパーカーを用いたアマチュアレースを開催している。
2020年、ル・マン24時間レース／FIA 世界耐久選手権（WEC）ではハイブリッドのワークスとノンハイブリッドのプライベーターの戦闘力の乖離が著しいLMP1規定に代わり、ハイパーカーをコンセプトとしてコストも低く抑えた新たな『ル・マン・ハイパーカー』（LMH）規定を採用することになった。一方でウェザーテック・スポーツカー選手権の主催者である国際モータースポーツ協会（IMSA）は、2020年に独自のプロトタイプ規定である『ル・マン・デイトナ・h』(LMDh)を発表したが、IMSAとFIA・ACOの話し合いによりLMH／LMDh規定のマシンが相互参戦することが認められている。
2021年3月現在、LMHについてはトヨタ（2021年〜）／グリッケンハウス（2021年〜）／バイコレス（2023年〜）／プジョー（2022年〜）／フェラーリ（2023年〜）が参戦する意向を示す一方で、LMDhはポルシェ（2023年〜）／アウディ（2023年〜）／アキュラ （2023年〜・現状IMSAのみへの参戦予定）が参戦を表明しており、メーカーによってどちらの規定を選択するか態度が分かれている。

### ル・マン・ハイパーカー規定
2019年6月にフランス西部自動車クラブ（ACO）が発表した『ル・マン・ハイパーカー』のレギュレーションは以下の通り。
- 車重は最低1030kg。
- エンジン出力は最高670馬力に制限され、サルト・サーキットのラップタイムは3分30秒前後になる見込み。エンジン出力は後輪の駆動にのみ使用される。
- ハイブリッドモーターの搭載は任意。ただしハイブリッドを採用する場合、モーター出力は最高270馬力に制限される。またモーターは前輪駆動にのみ用いられる（つまりハイブリッド車両は必然的に四輪駆動となる一方で、非ハイブリッド車両は二輪駆動となる）。
- 現行のLM-GTEクラスにも採用されている、人間性を排除したアルゴリズムを採用するBoP（Balance of Performance）により、車種間の性能調整が随時行われる。
- 市販車として参戦する場合、2年間で20台以上の車両を生産しホモロゲーションを得る必要がある。プロトタイプとして参戦する場合はこの制限を受けない。
- 参戦メーカー
  - トヨタ
  - スクーデリア・キャメロン・グリッケンハウス（SCG）
  - コデワ（ヴァンウォール）
  - プジョー
  - フェラーリ
  - イソッタ・フラスキーニ（英語版）

### LMDh規定
2020年9月にACOとIMSAが発表した『LMDh』のレギュレーションは以下の通り。
- 車重は最低1030kgでLMHと同じ。
- 内燃エンジン出力は最高630hp。ハイブリッドの場合、これにボッシュ製の50kW（67hp）の電気モーターを搭載する。モーターの回生能力は最大200kW。
- バッテリーはウィリアムズ・アドバンスド・エンジニアリングのワンメイク。またハイブリッドシステム全体に30万ユーロのプライスキャップが定められる。さらにハイブリッドシステムのソフトウェアは主催者によってロックされる。
- LMDh車両はダウンフォース：ドラッグの比が4：1と定められる。ホイールベースは全車共通の3150mm、全長は5100mm以下、全幅2000mm以下。
- シャシーコンストラクターは認可を受けた4社（オレカ、リジェ、マルチマティック、ダラーラ）のみ。ギアボックスはエクストラックが一括して供給する。現時点でポルシェとアウディがマルチマティック製シャシーを使用することが発表されている[16]。
- エンジン部分を除くコストは約100万ユーロを想定。
- 参戦メーカー
  - アキュラ
  - BMW
  - キャデラック
  - ポルシェ
  - アルピーヌ
  - ランボルギーニ

## 車種
ハイパーカーに厳密な定義は存在しないが、ここでは製造メーカーが「ハイパーカー」と明記している車種に限り記載する。
- アストンマーティン・One-77[17]
- アストンマーティン・ヴァルキリー[18]
- アスパーク・アウル[19]
- パガーニ・ウアイラ[20]
- パガーニ・ウトピア[21]
- ピニンファリーナ・バッティスタ[22]
- ブガッティ・シロン[23]
- ヘネシー・ヴェノムF5[24]
- メルセデスAMG・One[25]
- ランボルギーニ・エッセンツァSCV12[26]
- リマック・ネヴェーラ[27]
- ロータス・エヴァイヤ[28]
- Wモーターズ・ライカン ハイパースポーツ[29]

### ギャラリー

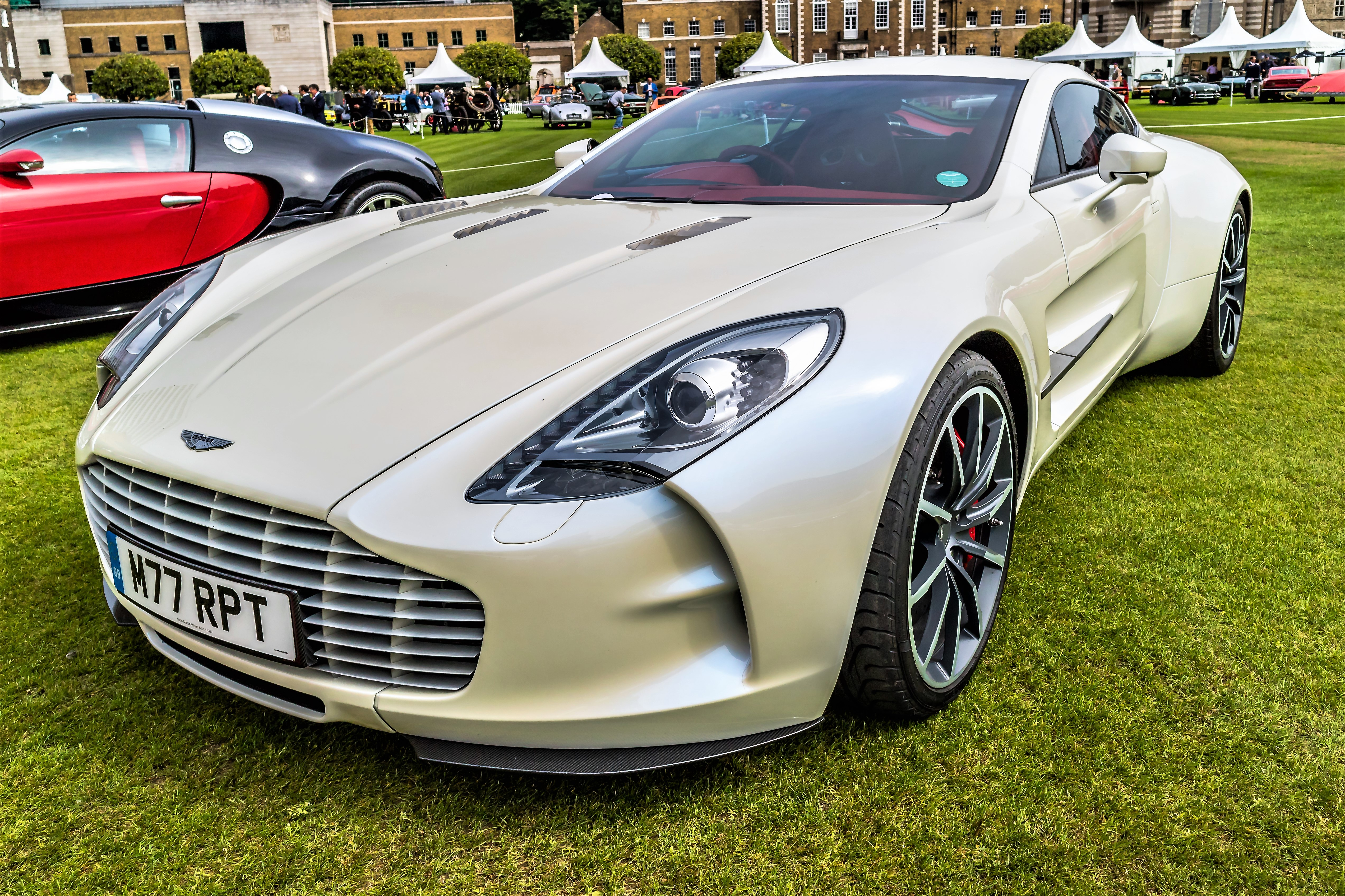
アストンマーティン・One-77
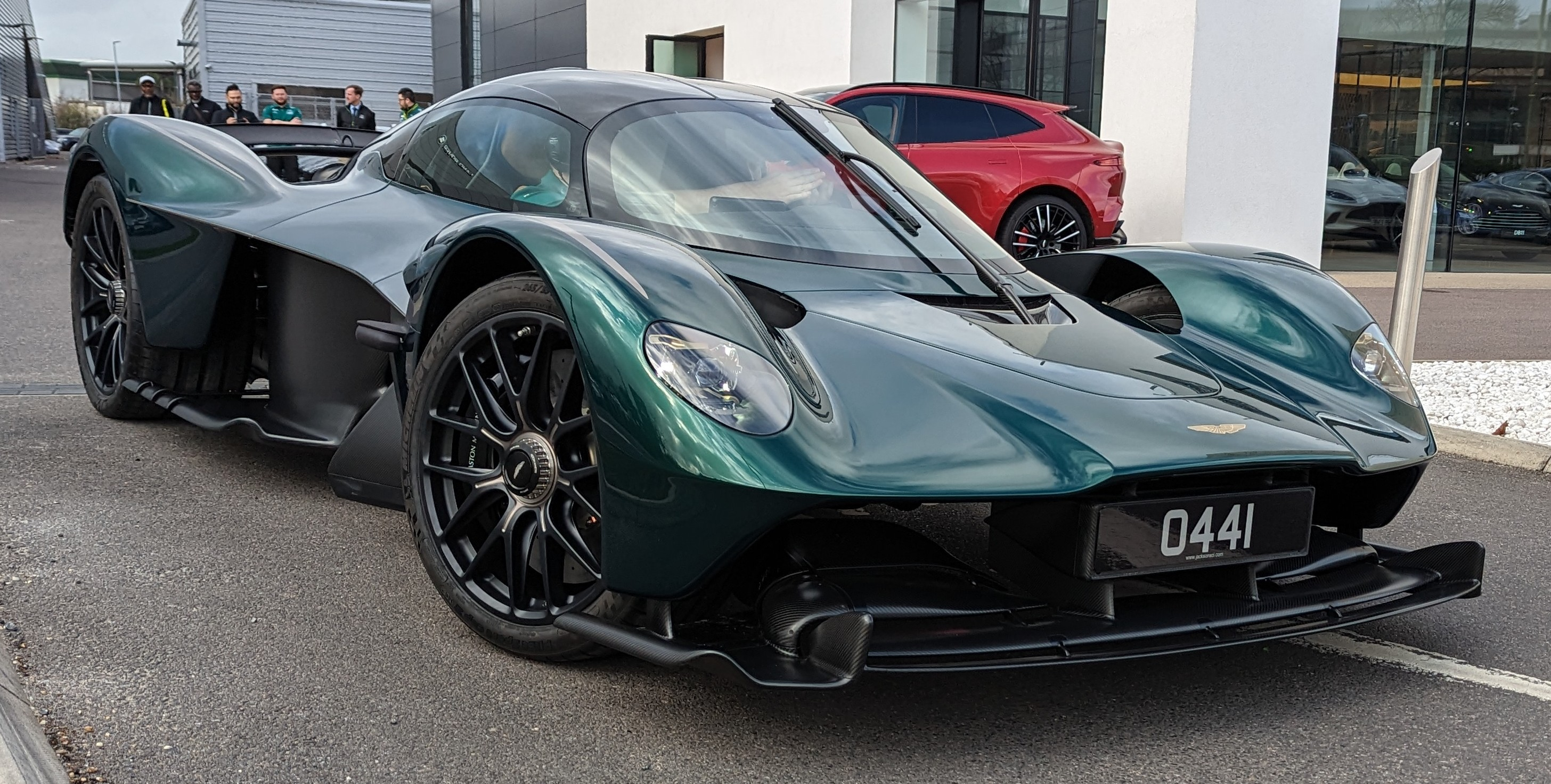
アストンマーティン・ヴァルキリー
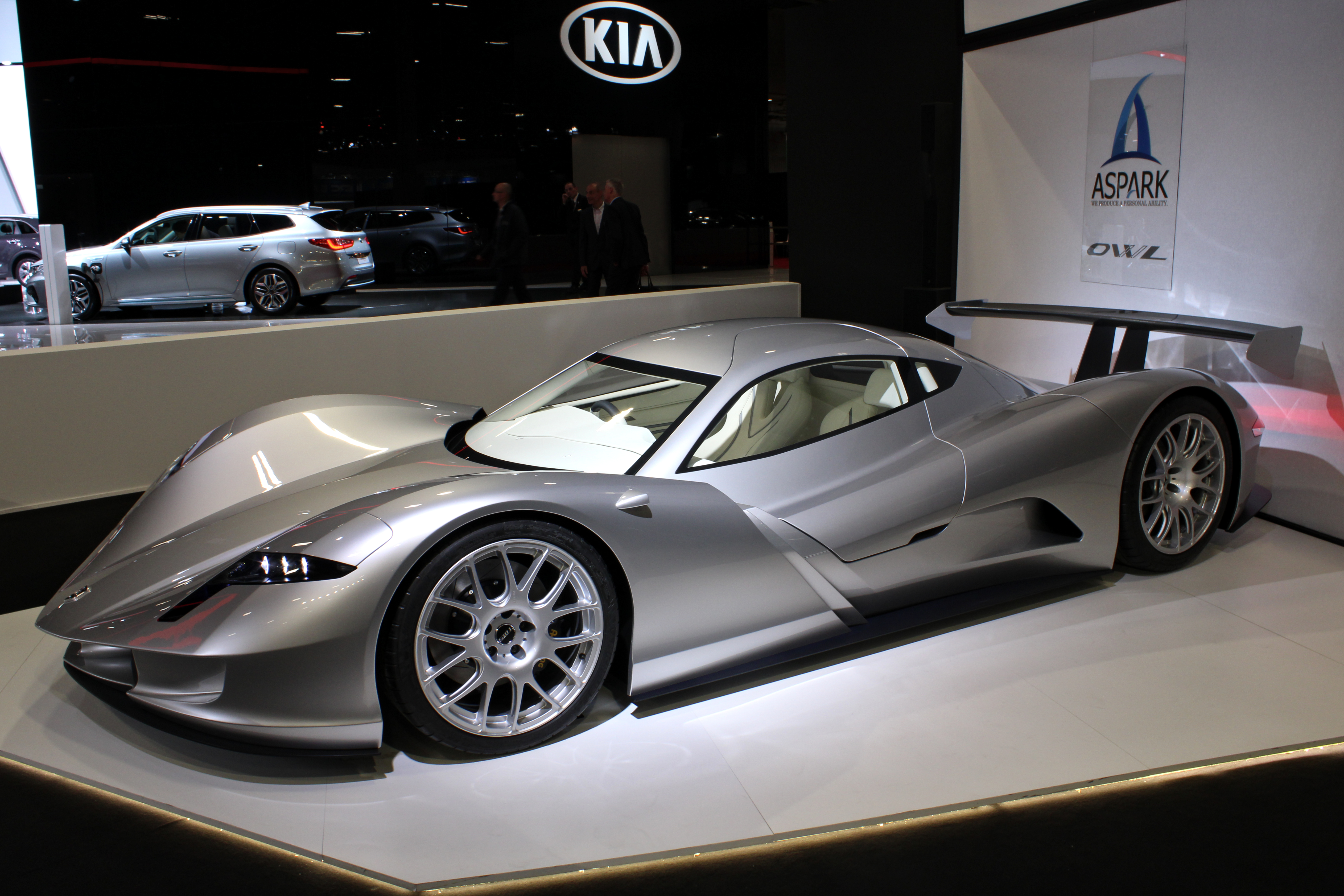
アスパーク・アウル
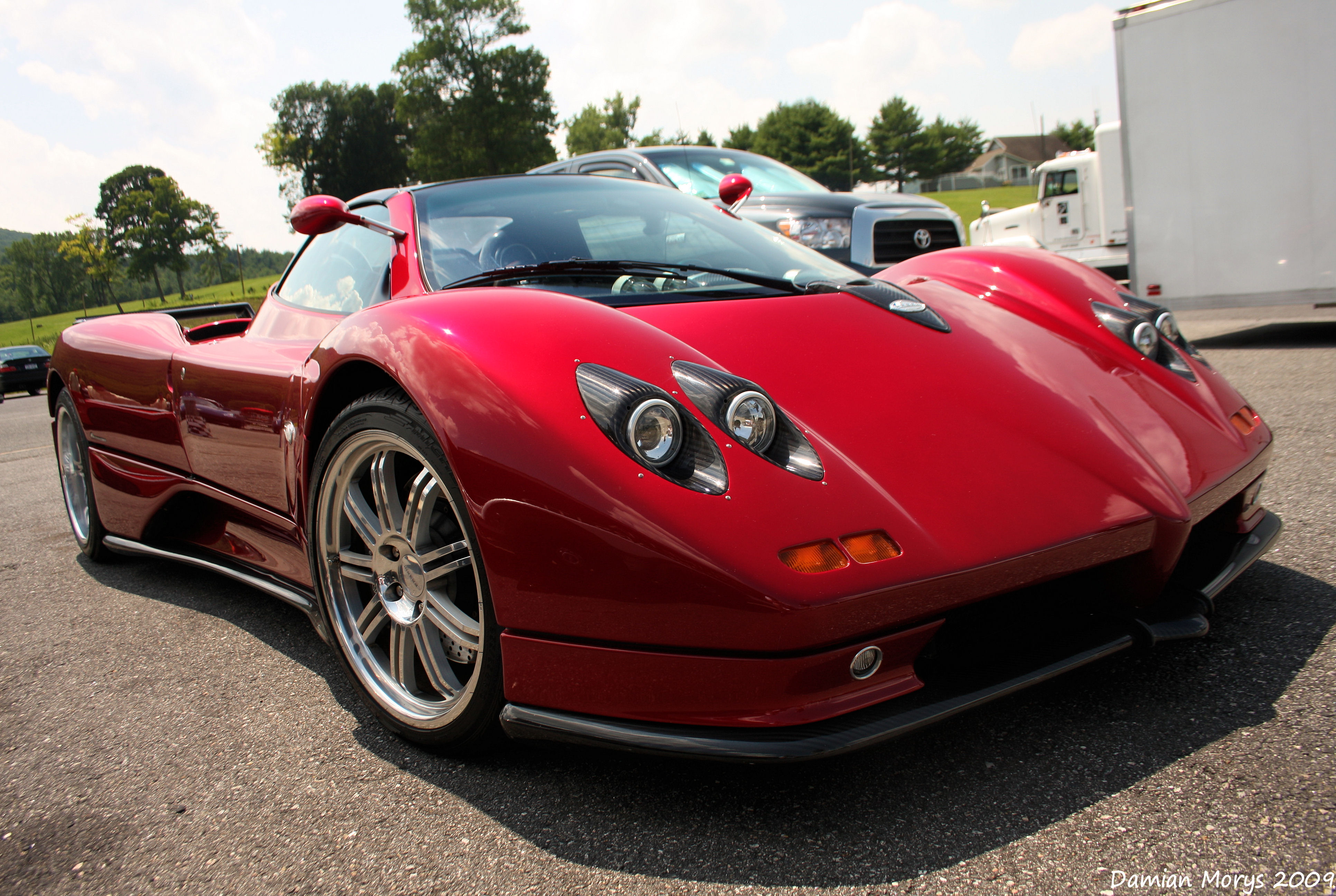
パガーニ・ゾンダ
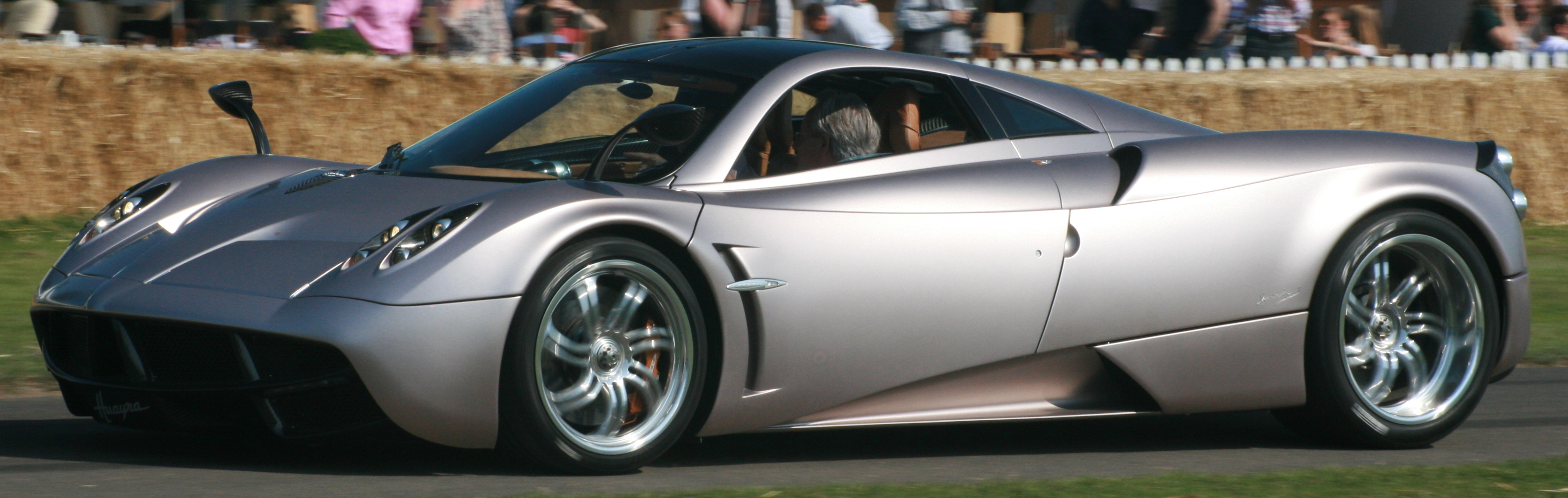
パガーニ・ウアイラ
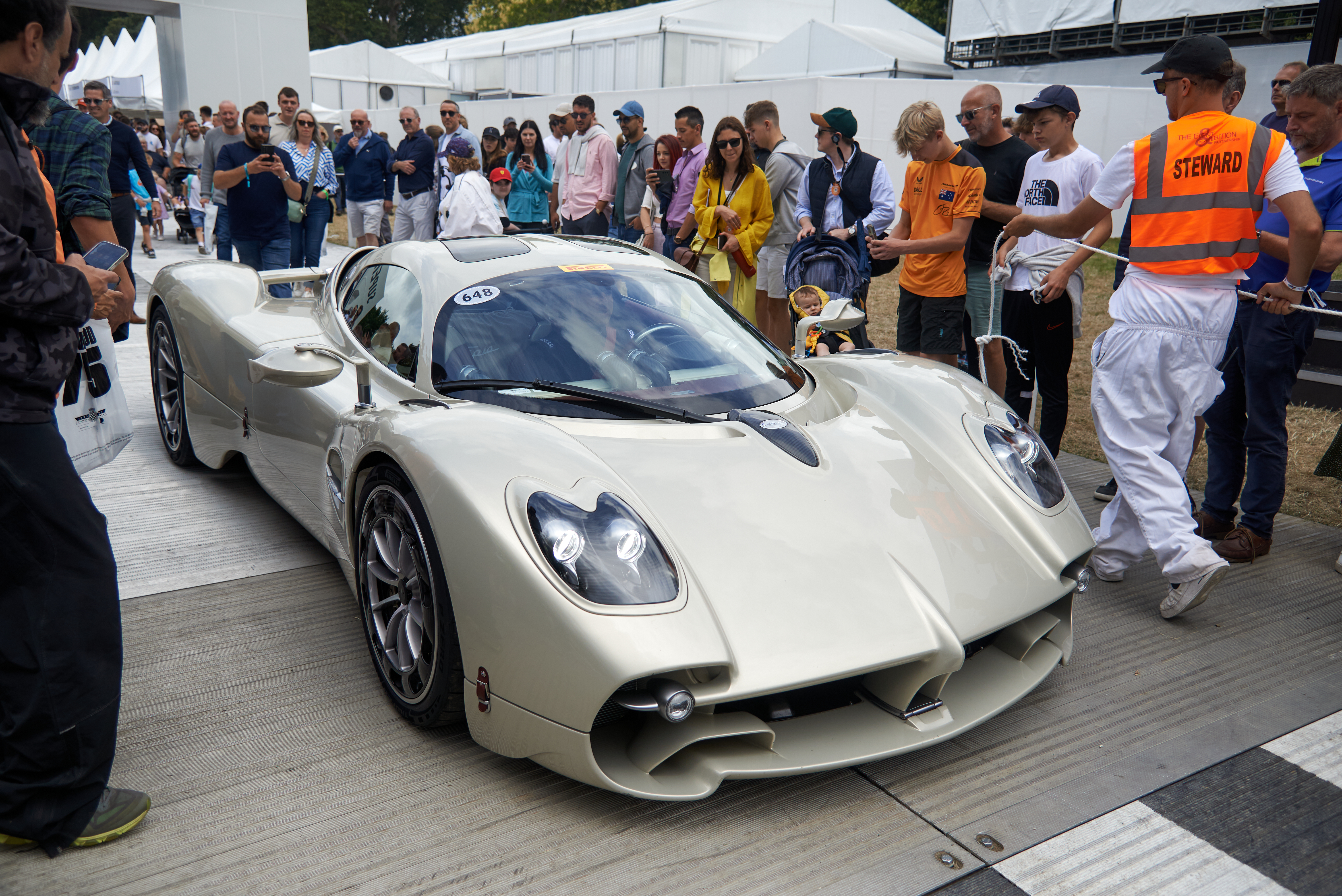
パガーニ・ウトピア
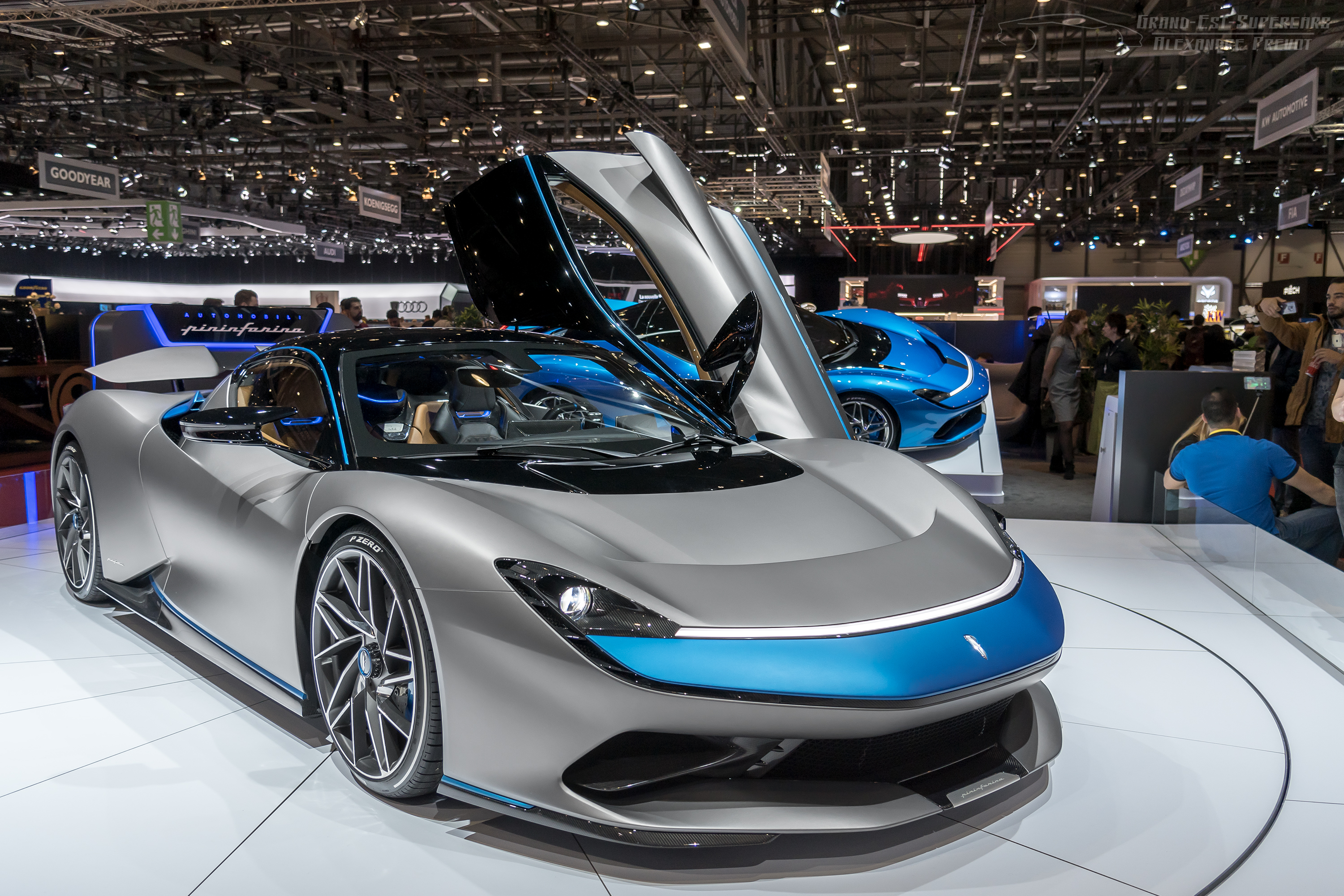
ピニンファリーナ・バティスタ
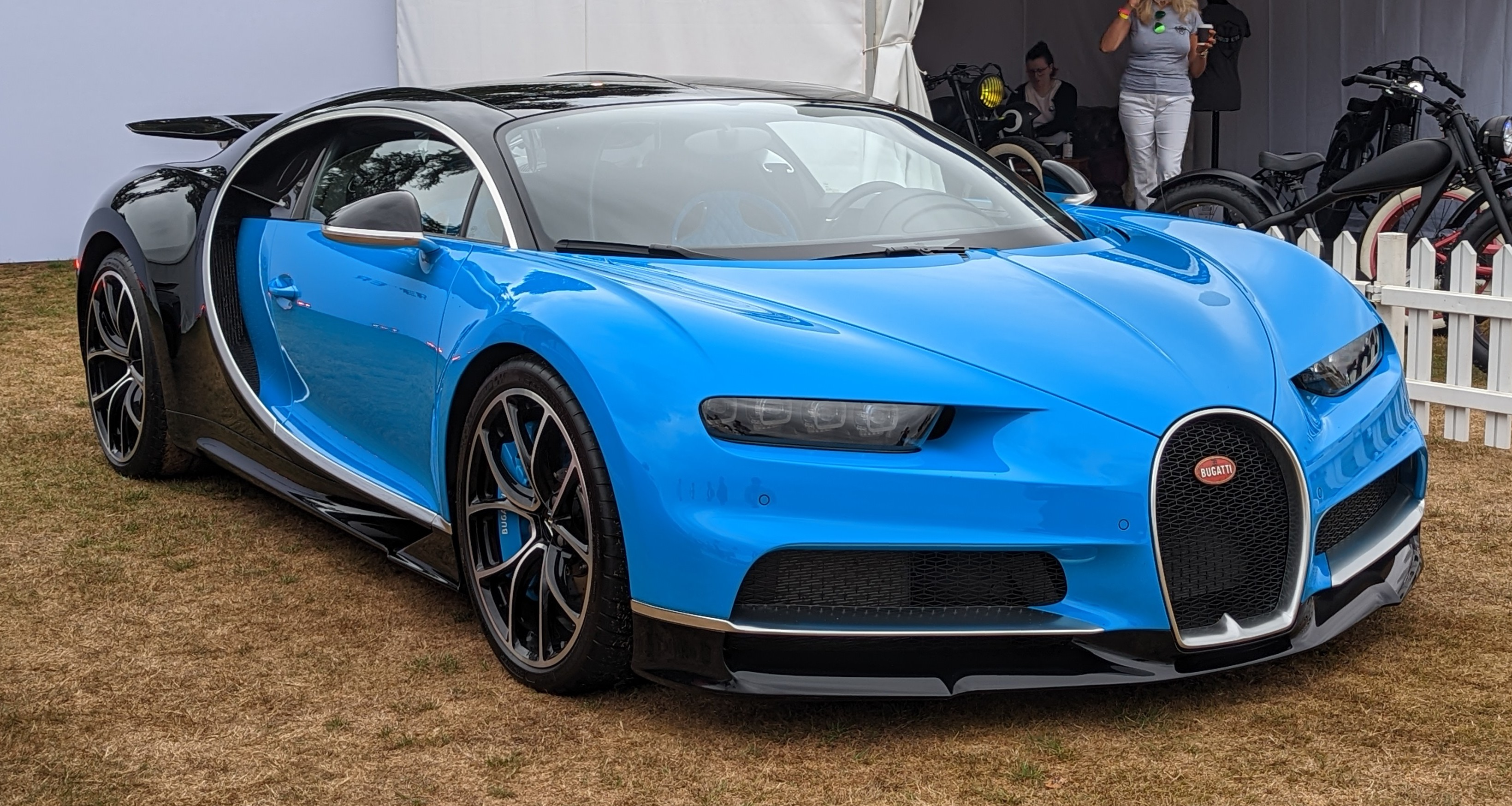
ブガッティ・シロン
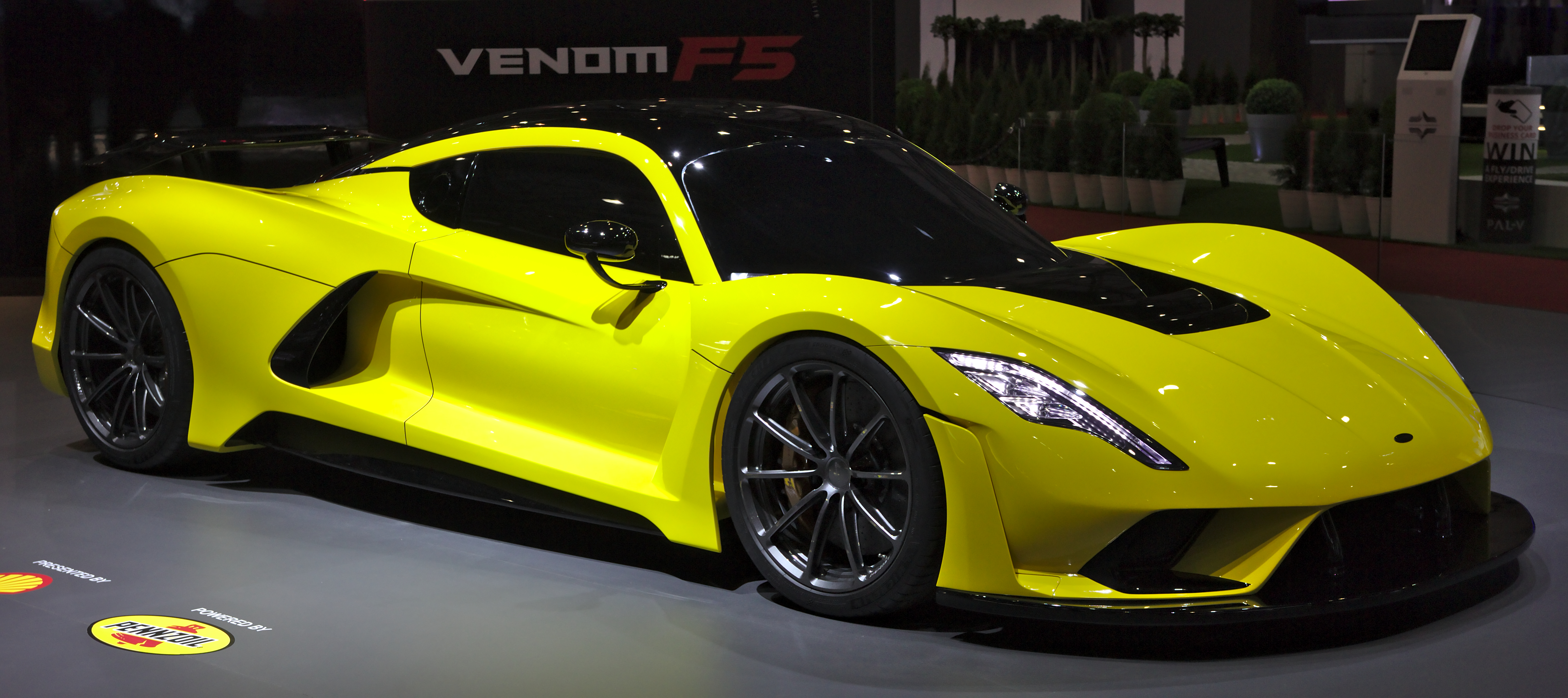
ヘネシー・ヴェノムF5
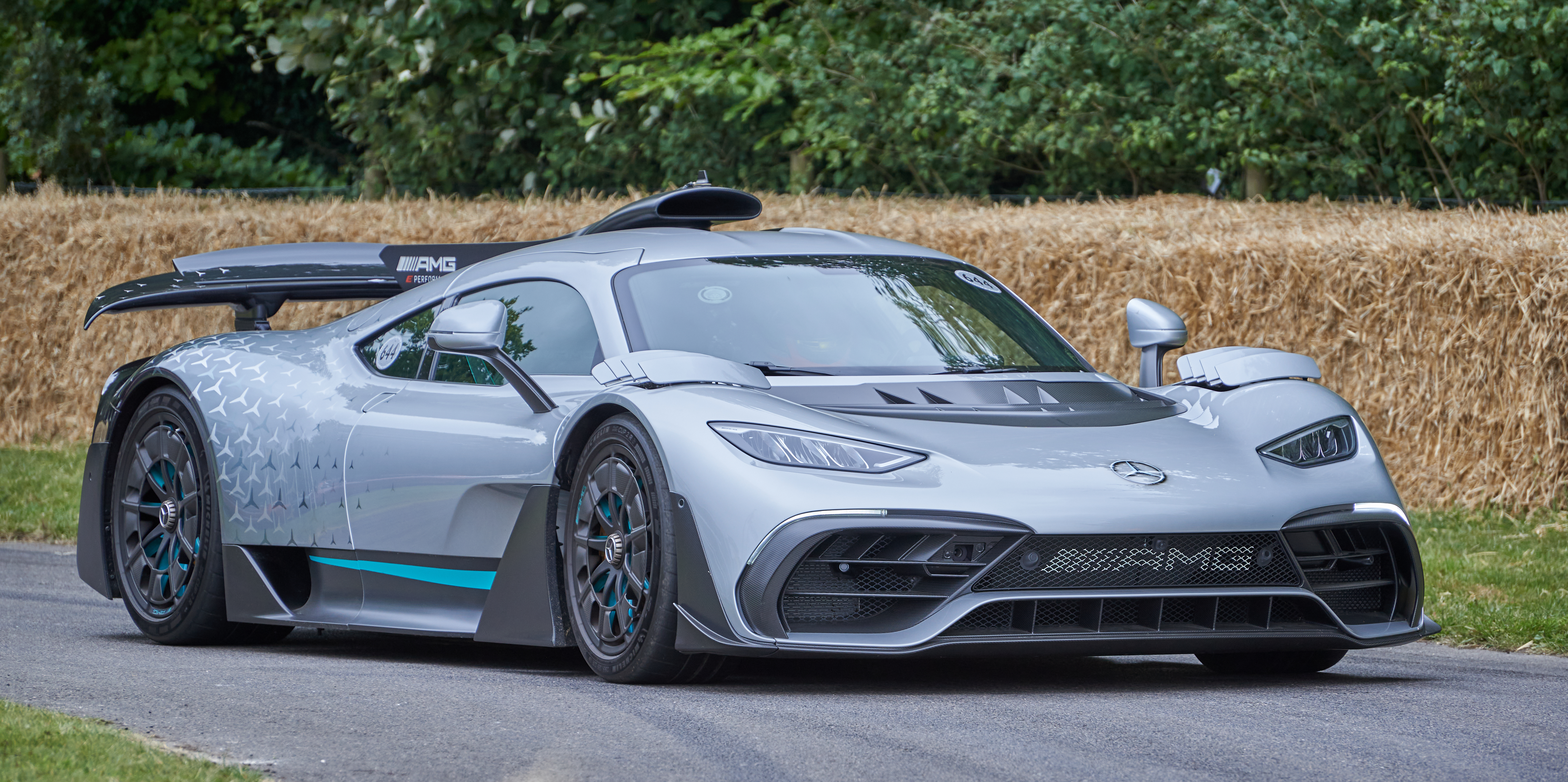
メルセデスAMG・ONE
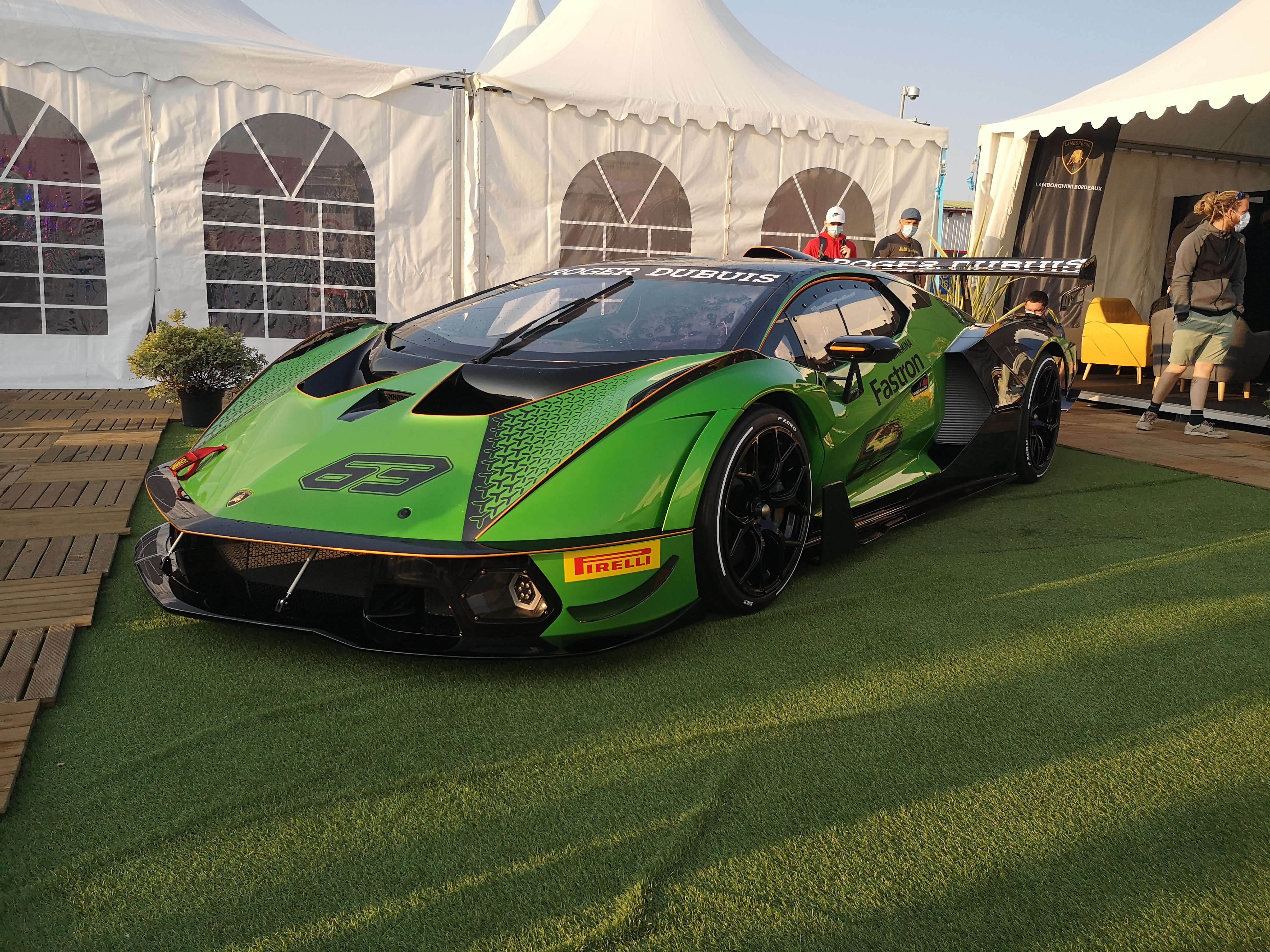
ランボルギーニ・エッセンツァ SCV12
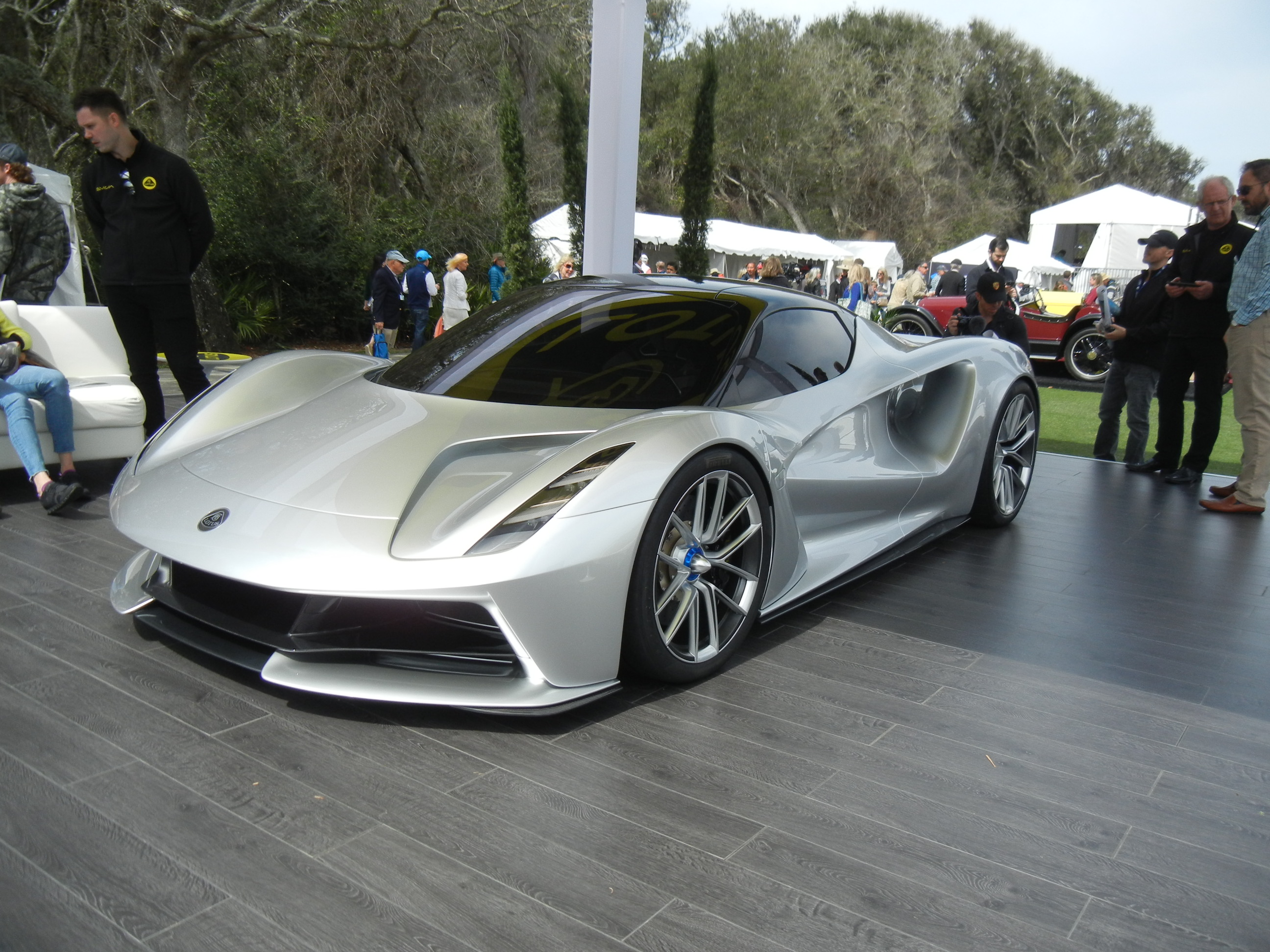
ロータス・エヴァイヤ
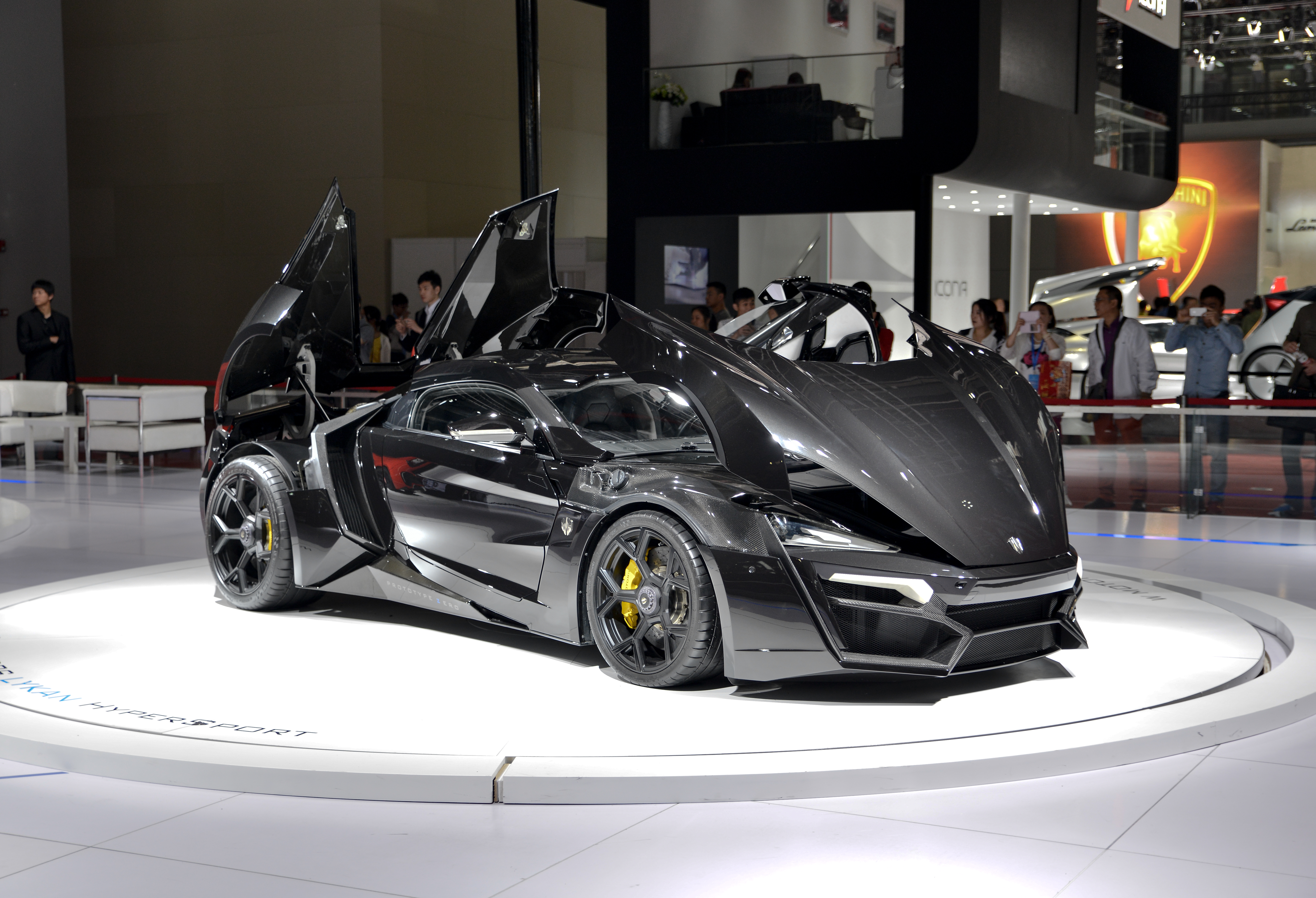
Wモーターズ・ライカン ハイパースポーツ